# 滝田栄
滝田 栄（たきた さかえ、1950年〈昭和25年〉12月5日 - ）は、日本の俳優・司会者。千葉県印西市出身。21世紀に入ってからは仏像彫刻家としての活動が多い。

## 来歴・人物
実家は代々、関東一帯の米を利根川から船で江戸城に納める「米庄」であった。第24代横綱鳳は祖父の弟にあたる。成田高等学校を経て、中央大学文学部仏文科（夜間部）中退。
役者になったきっかけは大学1年のとき。70年安保で、ほとんど授業はなく、暇で銀座をブラブラしていてテアトル銀座で、たまたま『アラビアのロレンス』を観て感動したこと。友人にそれを話したら「君は俳優になるべき。君は文学座だ」「作文の試験には杉村春子さんの芝居に感動して役者を目指しました、と書いたら合格するから」と言われ、「俺、観たことねぇよ」と言ったら、「とにかく書け」と言われ、その通りにしたら文学座に合格したという。
文学座の養成所を経て入団した劇団四季では、『王様の耳はロバの耳』の王様役、『ジーザス・クライスト・スーパースター』のイスカリオテのユダ役などで有名になる。
1979年の大河ドラマ『草燃える』で、架空の人物ではあるものの、作品で重要な役柄である伊東祐之役に抜擢される。当時の滝田は劇団四季で出演していた児童向けミュージカルに飽き足らず、「大人の芝居」ができることを喜んだと後年述べている。伊東祐之は最終回で琵琶法師となって平曲を弾き語る場面があり、滝田は琵琶を習って吹き替えなしでこの場面を演じた。
翌1980年には連続テレビ小説『なっちゃんの写真館』で、主人公の夫役を演じる。
1981年劇団四季を退団、デビュー当時は加藤剛に瓜二つといわれ、業界の関係者からもよく顔を確認しないと分からない程だった。
1983年、大河ドラマ『徳川家康』で主役の徳川家康を演じる。これにより、全国的な知名度を上げた。また、舞台の『レ・ミゼラブル』では14年にわたって主役を務めた。
山歩き（成田高校山岳部出身）・武道・料理と多芸多趣味なことでも知られる。大の料理好きが高じて『料理バンザイ!』の司会を放送開始から最終回まで20年に渡って務めた。また抜刀術（戸山流）の有段者であり、時代劇の場面では試し斬りを披露することもある。
1992年に母と死別したことを契機に、2年後の1994年に供養のため、プロの仏師に学んで初めて観音菩薩像を彫った。以後、父や兄の死に際しても仏像を彫り、アフガニスタン戦争の時には3年かけて等身大の不動明王を彫っている。東日本大震災後には像高130cmの地蔵菩薩像を彫り、宮城県気仙沼市に安置されている。
『レ・ミゼラブル』の公演終了直後、「お釈迦様を人生かけて学んでみようと思った」という理由で約2年インドに滞在していた。
『料理バンザイ!』は一社提供スポンサーだった雪印乳業（現：雪印メグミルク）による2000年の集団食中毒事件及び2002年に発覚した子会社・雪印食品によるBSE関連補助金詐欺事件の影響により終了。滝田は、集団食中毒事件の折、「私も寝てないんだ」と記者を前に口にした当時の雪印乳業社長・石川哲郎にその真意をただしたという。雪印側関係者が実際に原因究明のために不眠の努力を重ねており、その後、北海道の工場で氷柱の落下のために7時間機械が停止したことが原因とわかったとき、滝田は「氷柱一つ」で企業が解体を余儀なくされたことに強い印象を受けた。
前記のように学生時代から山歩きが趣味で、八ヶ岳に親近感を抱くようになり、結婚式も諏訪大社で挙げた。1980年代から八ヶ岳山麓（長野県諏訪郡原村）に居を構え、就学までの子育てもそこでおこなった。2020年12月に地元で施設メガファーム計画の再考を求める市民団体の共同代表に就任した。2020年代には原村で土地を借り、農耕も手がけていると述べている。

## 親族
兄・詔生（つぐお）は成田高校陸上部の元監督で、マラソンの増田明美、ハンマー投の室伏広治らを育てた名監督であった。この縁もあって、増田は滝田の大ファンである。その兄をガンで亡くしてからは肉類は一切食べないという。ただし、植物性のものしか食べないわけではなく、「生中継 ふるさと一番!」に出演した際はシシャモやハモ等を食べていた。

## 出演作品

### テレビドラマ
- 大河ドラマ（NHK総合）
  - 草燃える（1979年） - 伊東祐之役
  - おんな太閤記（1981年） - 前田利家 役
  - 徳川家康 [10]（1983年） - 徳川家康 役
  - 春の波涛（1985年） - 黒岩周六 役
  - 信長 KING OF ZIPANGU（1992年） - 柴田勝家 役
  - 八代将軍吉宗（1995年） - 大岡忠相 役
  - 元禄繚乱（1999年） - 仙石伯耆守久尚 役
- 連続テレビ小説 なっちゃんの写真館（1980年、NHK総合）- 西条亮平 役
- 曠野のアリア（1980年、TBS） - 東海林太郎 役
- マリコ 前篇・開戦前夜 後編・二つの祖国、父の国、母の国（1981年、NHK総合）- 寺崎英成 役
- 文吾捕物帳（1981年、テレビ朝日）- 岡っ引きの文吾 役
- 雄気堂々・若き日の渋沢栄一（1982年、NHK総合）- 渋沢栄一 役
- 芙蓉の人（1982年4月1日・2日、NHK総合） - 野中到 役
- ザ・サスペンス 松本清張の内海の輪（1982年、TBS） - 江村宗三 役
- 愛を裁けますか（1982年、毎日放送） - 村上恭助 役
- 風の墓標（1984年2月4日、NHK総合） - 新太郎 役
- 心中宵庚申（1984年10月6日、NHK総合） - 半兵衛 役
- おさんの恋（1985年10月12日、NHK総合） - 茂兵衛 役
- 大江戸神仙伝（1985年、日本テレビ） - 速見洋介 役
- 坂本龍馬（1989年、TBS） - 勝海舟 役
- 息子よ（1989年、TBS） - 吉岡吾郎 役
- 巌流島 小次郎と武蔵（1992年、NHK総合） - 宮本武蔵 役
- 柳橋慕情（2000年、NHK総合）- 松村信兵衛 役
- 必殺シリーズ（朝日放送）
  - 必殺スペシャル・新春 大暴れ仕事人! 横浜異人屋敷の決闘 - 清河八郎 役
  - 必殺スペシャル・春 勢ぞろい仕事人! 春雨じゃ、悪人退治 - 千葉周作 役
  - 必殺スペシャル・秋! 仕事人vsオール江戸警察 - 平手造酒 役
  - 必殺仕事人・激突! - 山田朝右衛門 役
  - 必殺スペシャル・新春 せんりつ誘拐される、主水どうする? 江戸政界の黒幕と対決!純金のカラクリ座敷 - 山田朝右衛門 役
- Dr.クマひげ（テレビ朝日）- 国分徹郎 役
- 日本名作ドラマ 智恵子抄（テレビ東京） - 高村光太郎 役
- 大江戸弁護人走る!（テレビ朝日） − 土井式部 役
- 月曜ドラマスペシャル 女パチプロ 演歌のすみれ（1996年、TBS）
- 火曜サスペンス劇場（日本テレビ）
  - 「絆」（1996年） - 原島保 役
  - 「天使の居場所」（2000年） - 国木田渉 役
  - 「妻殺し」（2001年） - 沢木卓也 役
- 日本テレビ報道ドラマスペシャル オウム対警察史上最大の作戦（2004年、日本テレビ） - 寺尾正大 役
- 唐招提寺1200年の謎〜天平を駆けぬけた男と女たち （2009年11月、TBS） - 文屋真人智努 役

### 映画
- 夏の別れ（1981年）
- 春来る鬼（1989年）
- 不撓不屈（2006年）

### 舞台
- ジーザス・クライスト・スーパースター
- レ・ミゼラブル
- 南太平洋
- わが青春の北壁

### テレビ番組
- 第33回NHK紅白歌合戦（1982年12月31日、NHK総合・ラジオ第1） - 審査員
- にっぽんの詩（NHK総合）
- こんなステキなにっぽんが （NHK総合） - 旅人
- 生中継 ふるさと一番! （NHK総合） - 旅人
- 料理バンザイ!（テレビ朝日） - 司会
- 世界めぐり愛（TBS） - 初代ナレーター
- 日本遺産物語〜時を紡ぐ旅〜（2014年4月9日 - 、BSフジ） - 旅人

### ラジオ番組
- サッポロ・サウンズグラフィック[11]（エフエム北海道） - DJ

### CM
- サッポロビール（サッポロぐい生）
- クボタ（サンシャイン・スカイロード）
- ライオン（ハイザルツ）
- 救心製薬（救心）
- 沢の鶴
- 松下電器産業（彩、コンポーネントα）
- クリナップ（クリンレディ）
- 東京銀行（現・三菱UFJフィナンシャル・グループ）

## 著作
- 『滝田栄の手料理まるごと』講談社 1993
- 「滝田栄 仏像を彫る」（毎日新聞社）2007年
- 「新版 古寺巡礼奈良〈8〉唐招提寺」（西山明彦共著、淡交社）2010年